# La cocina
La cocina er en mexicansk-amerikansk film fra 2024, der er instrueret af den mexicanske instruktør Alonso Ruizpalacios. Filmen handler om livet hos de illegale indvandrere, der arbejder i køkkenet på en turistfælderestaurant i New York. Filmen er løst baseret på den britiske dramatiker Arnold Weskers teaterstykke The Kitchen fra 1957. En del af filmen er optaget i sort-hvid, og klipningen og det jazzede soundtrack angiver en ofte hektisk stemning i køkkenet, hvor filmen foregår.

## Handling
"The Grill" er en turistfælde-restaurant på Times Square i New York i USA. Restauranten drives af Rashid, som er en succesfuld arabisk-amerikansk iværksætter. Køkkenet i kælderen er bemandet af illegale indvandrere, de fleste latinamerikanere eller arabere, som arbejder i etopskrueret tempo for at klare alle de ordrer, som tikker ind, og som servitricerne, for det meste hvide amerikanere, efterspørger. De ansatte jagter den amerikanske drøm, men skuffes gang på gang og håndterer deres desperation enten med vrede, latter eller modstand.

## Medvirkende
- Raúl Briones Carmona som Pedro
- Rooney Mara som Julia
- Anna Diaz som Estela
- Soundos Mosbah som Samira
- Eduardo Olmos som Luis
- Motell Foster som Nonz
- Oded Fehr som Rashid
- Laura Gómez som Laura
- James Waterston som Mark

## Modtagelse

### Danmark
Nanna Frank Rasmussen gav filmen fire stjerner i sin anmeldelse i Politiken og kaldte filmen et hæsblæsende sansebombardement, som var en både tidløs og sørgeligt aktuel skildring af mange amerikanske indvandreres tilværelse og en anderledes film, end man forventer om livet i et højspændt køkkenmiljø. Kristeligt Dagblad tildelte tre stjerner og mente, at filmens sort-hvide billeder var kunstfærdige, men ikke kunne redde den fra et forceret og anstrengt udtryk. I Berlingske fik filmen fire stjerner. Anmelderen mente, at filmen var velegnet til at fratage publikum lysten til at gå ud og spise på en restaurant. I Information mente Christian Monggaard, at filmen var både ekspressionistisk og empatisk og tegnede et underholdende og bittersødt portræt af USA.

### USA
På det amerikanske websted Rotten Tomatoes, der opsummerer amerikanske mediers filmanmeldelser, var 75 % af de 51 indsamlede anmeldelser positive med en gennemsnitlig vurdering på 6,8 ud af 10 mulige point. Webstedets sammenfattende vurdering lød: "Alonso Ruizpalacios' instruktion er noget tung, men samtidig skarp og er sammen med en nærmest hypnotisk præstation fra Raúl Briones med til at gøre La Cocina til en skarp og smagfuld samfundskritik."